# Susanna Camusso
Susanna Camusso (née le 14 août 1955 à Milan) est une syndicaliste italienne. Elle est la secrétaire générale du syndicat italien Confédération générale italienne du travail (CGIL) depuis le 3 novembre 2010, en remplacement de Guglielmo Epifani.

## Biographie
Début 2012, avec deux autres femmes, Elsa Fornero, ministre du Travail du gouvernement Monti et Emma Marcegaglia, présidente du patronat italien (Confindustria), Susanna Camusso est chargée de mener une importante réforme du travail.